# HBTQ-rättigheter i Tyskland

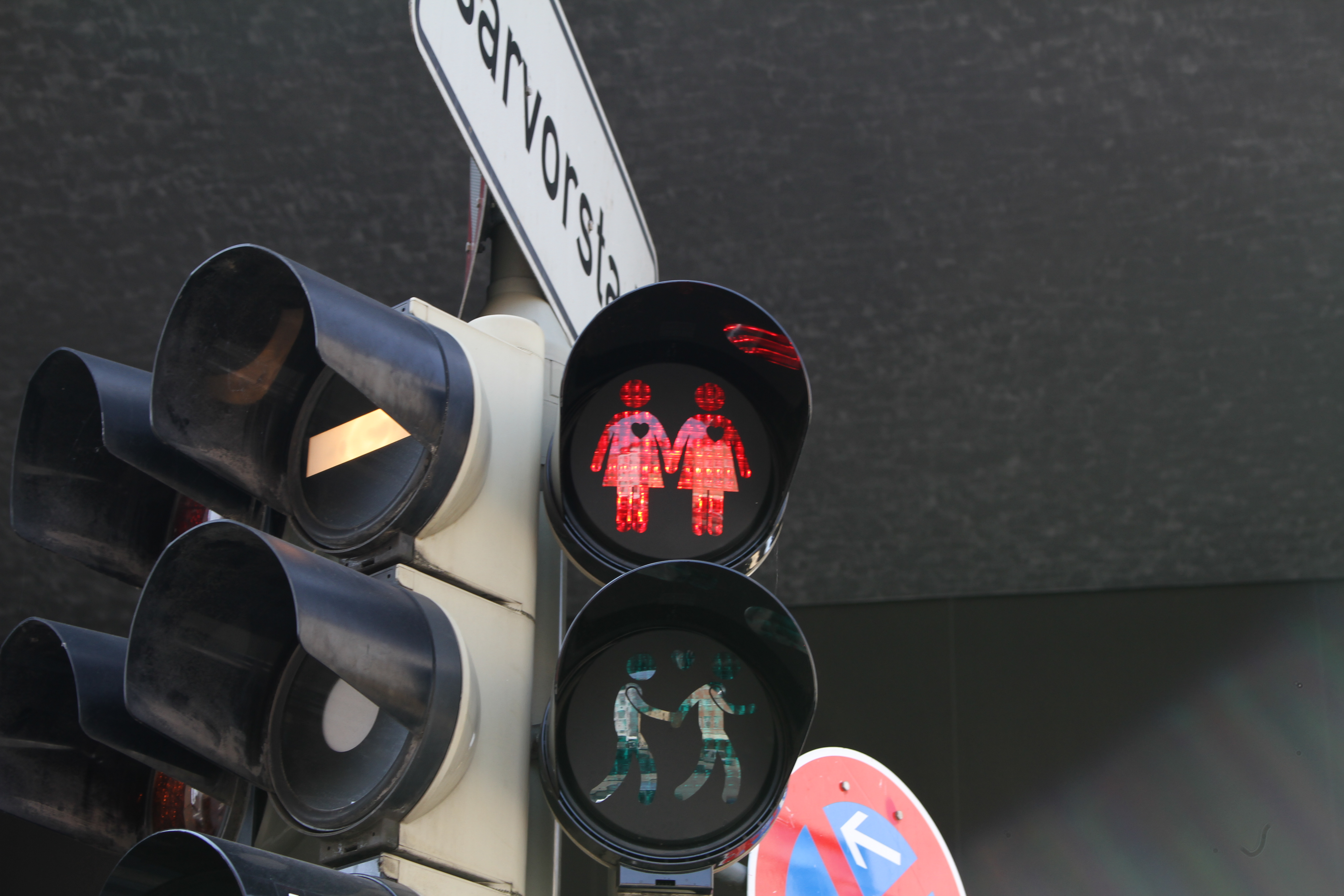
Trafikljus som avbildar ett lesbiskt par i München.

Tyskland är en av Europas HBTQ-vänligaste länder även om det finns hat och diskriminering. HBTQ-rättigheter har också gått framåt snabbt sedan andra världskriget.

## Historia
Bland de första historiska referenserna av homosexualitet i Tyskland kommer från Tacitus år 98, då han beskrev hur de germanska stammar avrättade homosexuella och kastade deras kroppar i mossar. Under 500-talet började dessa stammar konvertera till kristendomen som gav en extra religiös motivering till att fortsätta avrättningar.
År 1532 kriminaliserades homosexualitet i Heliga romerska riket.
Det finns rykten om Fredrik den stores sexualitet och att han möjligen har varit homosexuell: historikern Johann Georg Zimmermann skrev att Fredrik var känd för sin "grekisk smak av kärlek". Fredrik beställde också många statyer som avbildade Antinous eller kärlek mellan två män.
Då Napoleon erövrade Tyskland avkriminaliserade han homosexualitet mellan två samtyckande vuxna.
År 1871 kriminaliserade Kejsardömet Tyskland alla "onaturliga sexuella brott" genom kriminalkodens paragraf 175 och de homosexuella straffades med maximum sex månader i fängelse. I dessa homosexuella dåd ingick inte lesbiska handlingar.
Paragrafen kritiserades av bl.a. Magnus Hirschfeld, en tysk läkare och sexolog. Under mellankrigstiden blomstrade HBTQ-kulturen speciellt i Berlin: det fanns pjäser, böcker och nattklubbar för de homosexuella. Hitler ansåg homosexuella män som ett hot mot Tysklands framtid eftersom homosexuella par inte kunde få barn för att försäkra rikets ariska framtid. Under de långa knivarnas natt mördades bl.a. Ernst Röhm, som officiellt åtalades för homosexualitet, men i verkligheten hade han upplevts som ett hot mot mot Hitler. Under det tredje riket kriminaliserades också lesbiska handlingar under paragrafen 175 och Gestapo började lista de misstänkta i s.k. Rosa Listen. Uppskattningar om hur många homosexuella som skickades till koncentrationsläger varierar mellan 5000 och 15 000: många höll tyst om sin sexualitet och nazisterna förstörde dokument innan de kunde publiceras av de allierade.
Efter andra världskriget behöll både Väst- och Östtyskland en slags version av paragrafen 175. Alla HBTQ-vänliga föreningar och utgivningar förbjöds i Östtyskland medan Västtyskland tillät dem. I Östtyskland gav många lutherska kyrkor skydd åt de homosexuella och tillät dem att använda sina utrymmen som mötesplats för förbjudna föreningar.. Paragrafen 175 avskaffades officiellt år 1994.

## Idag
Alla de som blev dömda för homosexualitet under nazistregering fick en blankettbenådning år 2002. Detta utvidgades till dem som dömdes efter kriget år 2017. Alla de som fångades under nazistregering eller kalla kriget beviljades också en kompensering av staten år 2017: 3000 € plus 1500 € per varje år i fängelse. Kompenseringen rör cirka 5000 överlevande.. Samkönade par har fått gifta sig sedan 2017.

## Översiktstabell
| Händelse                               | Status (år)                       | Källa  |
| -------------------------------------- | --------------------------------- | ------ |
| Homosexualitet avkriminaliserad        | Ja (1994)                         | [ 6 ]  |
| Samkönat äktenskap                     | Ja (2017)                         | [ 11 ] |
| Möjlighet att tjänstgöra i militären   | Ja                                | [ 12 ] |
| Jämställd sexuell myndighetsålder      | Ja                                | [ 12 ] |
| Öppet homosexuella män kan donera blod | Ja (2017, efter ett års karantän) | [ 13 ] |
| Lagstiftningen mot diskriminering      | Ja (2017)                         | [ 12 ] |
| Omvändelseterapi förbjuden             | Ja (2020, gäller minderåriga)     | [ 14 ] |